# Плейнвілл (Коннектикут)
Плейнвілл (англ. Plainville) — місто (англ. town) в США, в окрузі Гартфорд штату Коннектикут. Населення — 17 525 осіб (2020).

## Демографія
Згідно з переписом 2010 року, у місті мешкало 17 716 осіб у 7580 домогосподарствах у складі 4565 родин. Було 8063 помешкання
Расовий склад населення:
| - 90,8 % — білих - 3,0 % — чорних або афроамериканців - 2,2 % — азіатів - 0,1 % — корінних американців - 2,1 % — осіб інших рас |

До двох чи більше рас належало 1,7 %. Частка іспаномовних становила 6,2 % від усіх жителів.
За віковим діапазоном населення розподілялося таким чином: 19,6 % — особи молодші 18 років, 64,9 % — особи у віці 18—64 років, 15,5 % — особи у віці 65 років та старші. Медіана віку мешканця становила 42,0 року. На 100 осіб жіночої статі у місті припадало 93,9 чоловіків;  на 100 жінок у віці від 18 років та старших — 92,3 чоловіків також старших 18 років.
Середній дохід на одне домашнє господарство  становив 81 287 доларів США (медіана — 62 459), а середній дохід на одну сім'ю — 99 151 долар (медіана — 87 364). Медіана доходів становила 54 226 доларів для чоловіків та 50 376 доларів для жінок. За межею бідності перебувало 8,0 % осіб, у тому числі 13,0 % дітей у віці до 18 років та 5,6 % осіб у віці 65 років та старших.
Цивільне працевлаштоване населення становило 9999 осіб. Основні галузі зайнятості: освіта, охорона здоров'я та соціальна допомога — 26,3 %, виробництво — 13,1 %, роздрібна торгівля — 10,3 %, фінанси, страхування та нерухомість — 8,6 %.